# Daniel Gigante
Pour les articles homonymes, voir Daniel.
Daniel Carvalho da Silva, dit Daniel Gigante, est un footballeur brésilien né le 10 mars 1981 à São Paulo. Il évolue au poste de défenseur.

## Biographie
Avec le club d'Oeste, il joue 28 matchs en deuxième division brésilienne, inscrivant un but.